# Orbiter Space Flight Simulator
Orbiter is een gratis closed-source-ruimtevaartsimulatieprogramma voor Windows-pc's, ontworpen door Martin Schweiger. De eerste versie werd in 2000 gepubliceerd. De recentste versie is Orbiter 2016.

## Over het programma
Orbiter is een ruimtevaartsimulator voor hobbyisten en enthousiastelingen gemaakt door Martin Schweiger. Het programma maakt het mogelijk om bepaalde ruimtevaartuigen te besturen, zoals de Spaceshuttle of de fictionele Delta Glider, maar ook het bekijken van planeten en manen is mogelijk. Ook kan Orbiter gebruikt worden als vliegtuigsimulator, met bepaalde add-ons voor vliegtuigen.
Orbiter is bijna volledig gebaseerd op realisme. De bewegingen van hemellichamen, de zwaartekracht en het effect op ruimtevaartuigen daarvan worden nauwkeurig nagebootst en dat maakt de simulator vrij lastig voor beginners. Ook als normale vliegsimulator worden atmosferische vluchten zo realistisch mogelijk nagebootst. Het mist nog wel enkele aspecten – zo bestaat de dwergplaneet Pluto niet in het originele spel, zijn er geen planetoïden en kent het spel geen grenzen qua snelheid. Ook is het onmogelijk andere hemellichamen buiten het zonnestelsel te bereiken – Orbiter ondersteunt geen interstellaire vluchten.
Doorgaans wordt Orbiter bestuurd met het toetsenbord en de muis, waarbij de gebruiker een realistisch paneel kan besturen met een of meer head-up displays (HUD's) en knoppen, metertjes en multi-function displays (MFD's). Mits een instelling wordt aangepast, kunnen ruimtevaartuigen ook met een joystick bestuurd worden. Orbiter ondersteunt ook 3D-cockpits, waardoor de speler vrij kan rondkijken in een echte cockpit of fictionele cockpit van een ruimtevaartuig of vliegtuig.

## Ruimtevaartuigen
In Orbiter kunnen de volgende ruimtevaartuigen worden gebruikt en gezien:
Realistisch:
- Spaceshuttle Atlantis
- International Space Station
- Mir
- Ruimtetelescoop Hubble
- LDEF-satelliet

Fictioneel:
- Delta-Glider
- Lunar Wheel Station
- Shuttle-A
- Shuttle-PB
- Dragonfly

## Add-ons
Orbiter kent ook nog vele add-ons die gedownload kunnen worden. Enkele voorbeelden:
- andere spaceshuttles
- Ariane-5-raket
- Sojoez-TMA- en Sojoez-raket
- Orbiter Sound 3.5
- SpaceShipOne